# Papegojtång

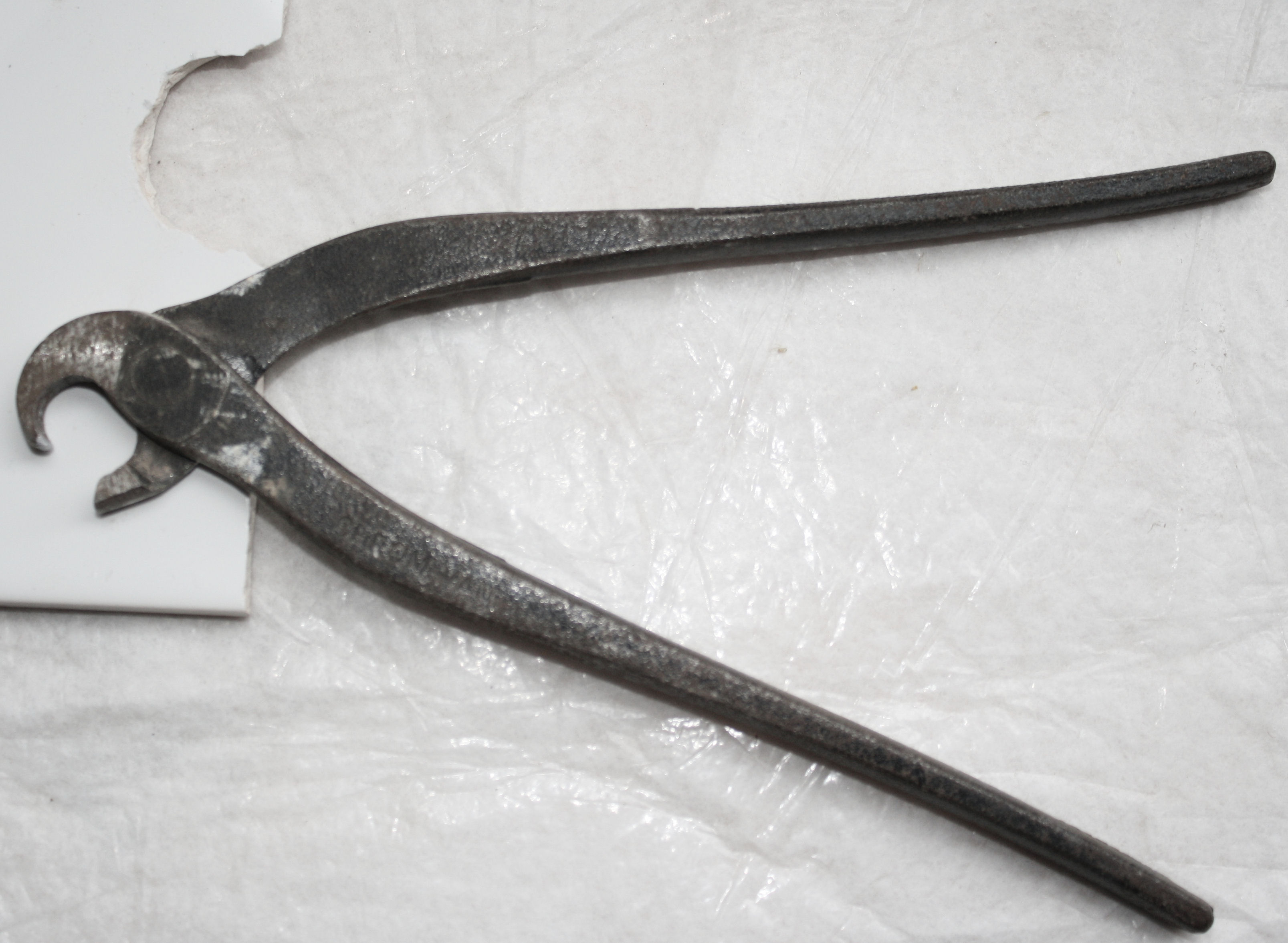
En papegojtång

En papegojtång är ett handverktyg, en tång, som kan användas till att med stor kraft vrida små (max någon cm) runda skruvar, rör etc.